# Gregory Pincus
Gregory Pincus (Woodbine, Nova Jersey, 9 d'abril de 1903 - Boston, 22 d'agost de 1967) va ser un biòleg estatunidenc, i un dels inventors de la píndola anticonceptiva.
Investigador a Oxford i Harvard, va començar la seva recerca per a un anticonceptiu oral gràcies a l'impuls de Margaret Sanger (qui també va convèncer Katharine McCormick de donar una important sumar per sufragar les despeses dels experiments). La seva recerca es va veure atacada per grups conservadors i per altres col·legues que pensaven que era un medicament contraproduent per al cicle hormonal de la dona i amb molts efectes secundaris. La píndola, però, es va comercialitzar arreu del món en diverses versions millorades i va suposar una revolució per al control de la natalitat.